# Brander (släkt)
Brander är en svensk släkt av vilken en gren utvandrade till Finland, härstammande från Falun. Grenar av ätten har adlats Skjöldebrand och Branderhielm.
Ättens stamfader är en borgmästare Hans i Falun (Hans på Åsen), född under slutet av 1500-talet i Gävle, vars båda söner Erik och Hans upptog släktnamnet Brander. En av dessa, Erik Brander, var gift med Bureättlingen Anna Brita Brandberg, vilka fick flera efterkommande. Hans bror Hans Hansson Brander var gift med en dotter till Fredrik Swab, från vilka gren de båda adliga ätterna utgår: en son till porträttmålaren Carl Fredrich Branders son, Carl Fredrik Brander, adlades 1772 Branderhjelm men slöt själv sin ätt. Från släkten är även utgrenad den adliga ätten Skjöldebrand.
En son till Erik Brander och Anna Britta Brandberg, Hans Brander, var gift med en sondotter till Uno Troilius och Stormor i Dalom. Två av deras sonsöner, Zacharias och Daniel Brander, utvandrade på 1760-talet till Österbotten och fick många efterkommande.
Bland övriga medlemmar av ätten märks:
- Ida Brander, finländsk skådespelare
- Uuno Brander, finländsk politiker
- Uno Brander, finländsk skådespelare